# Sofia Schafranov
Sofia Schafranov (Geburtsname: Sara Abranovna Kaufmann; geboren am 15. Julijul. / 27. Juli 1891greg. in Jalta; gestorben im Dezember 1994 in Rom) war eine russischstämmige Ärztin, die später die italienische Staatsbürgerschaft annahm. Sie ist eine Überlebende des Holocaust und war 1945 Zeitzeugin für eines der ersten Bücher mit Erinnerungen italienischer Deportierter an das Konzentrationslager Auschwitz.

## Leben und Haft
Sara Abranovna Kaufmann wurde auf der Krim als Tochter von Abraham Kaufmann und Etta Caterina Blinder geboren. Als Teil einer jüdischen Familie erlebte sie von Kindheit an Pogrome und die antisemitische Verfolgung in der Ukraine. Sie studierte Medizin in Moskau und spezialisierte sich auf die Behandlung von Tuberkulose. Im Jahr 1913 heiratete sie einen russischen Aristokraten. Mit ihrer Taufe im Zusammenhang mit der Eheschließung nahm sie den Namen Sofia Schafranov an.
Als ihr Mann während der Russischen Revolution getötet wurde, flüchtete sie zunächst nach Konstantinopel, dann nach Paris und zog schließlich 1938 mit ihrer Mutter nach Italien, wo eine ihrer Schwestern bereits mit ihrem Mann (dem Journalisten Alberto Cavaliere) und ihren Kindern lebte.
Schafranov erhielt 1933 die Approbation für den Arztberuf an der Universität von Palermo und ließ sich in Sondalo in der Provinz Sondrio nieder, wo sie als Ärztin in einem privaten Sanatorium für Tuberkulosepatienten arbeitete.
Sie wurde am 2. Dezember 1943 verhaftet, zusammen mit der jüdischen Ärztin Bianca Morpurgo, die im selben Krankenhaus arbeitete, und ihrer Mutter, Etta Blinder. Am 17. Januar 1944 wurden die jüdischen Gefangenen im Gefängnis von Sondrio in das Gefängnis San Vittore in Mailand verlegt und am 30. Januar vom Bahnhof Milano Centrale nach Auschwitz-Birkenau deportiert. Bei ihrer Ankunft im Lager am 2. Februar 1944 wurde ihre Mutter Etta sofort in die Gaskammer gebracht, während Sofia Schafranov (Häftlingsnummer 75181) und Bianca Morpurgo (Nr. 75183) ihr Überleben der Ärzteschaft verdankten, die sie in der Krankenstation des Frauenlagers beschäftigte.
Nach der Verlegung in das Lager Ravensbrück und schließlich in das Lager Mauthausen wurde Schafranov durch die Ankunft der US-amerikanischen Armee am 5. Mai 1945 befreit. Ihre Freundin Bianca Morpurgo war bereits im April 1945 in Dresden befreit worden. Von den 605 am 30. Januar 1944 von Mailand deportierten jüdischen Gefangenen wurden 477 nach der Ankunft in Auschwitz bei der Selektion direkt in die Gaskammern geschickt, nur 20 dieses Transportes überlebten den Krieg, darunter neben Sofia Schafranov und Bianca Morpurgo auch Liliana Segre.
Nachdem sie in der Nachkriegszeit ihre Tätigkeit als Ärztin wieder aufgenommen hatte, äußerte sich Schafranov bis zu ihrem Tod nicht mehr in der Öffentlichkeit zu ihren Auschwitzerinnerungen. Nach ihrer Pensionierung zog sie nach Rom und starb dort im Dezember 1994 im Alter von 103 Jahren.

## Auschwitzbericht
Nach ihrer Rückkehr nach Italien wurde Sofia Schafranovs Augenzeugenbericht der Erlebnisse in Auschwitz in einem langen Interview von ihrem Schwager Alberto Cavaliere gesammelt und in dem Buch I campi della morte in Germania nel racconto di una sopravvissuta (Mailand: Sonzogno, 1945) veröffentlicht, das als eines der ersten in Italien erschienenen Zeugnisse über die Deportation italienischer Juden gilt.
Sieben weitere italienische Deportierte veröffentlichten in der Folge autobiografische Erzählungen, die in den frühen Nachkriegsjahren in Italien erschienen: Lazzaro Levi Ende 1945, Giuliana Fiorentino Tedeschi, Alba Valech Capozzi, Frida Misul und Luciana Nissim Momigliano 1946 und schließlich 1947 Primo Levi und Liana Millu.
2010 wurde das Buch von Alberto Cavaliere mit den Auschwitzerinnerungen von Sofia Schafranov in Mailand vom Verlag Paoline Editoriale Libri neu herausgegeben.